# Hydrolagus macrophthalmus
Espèce
Statut de conservation UICN

 LC  : Préoccupation mineure
Hydrolagus macrophthalmus, la Chimère à gros yeux, aussi appelée poisson rat, est une espèce de chimère de la famille des Chimaeridae.